# Голям пъстър кълвач
Големият пъстър кълвач (Dendrocopos major) е птица от семейство Кълвачови (Picidae). Разпространен е широко в цяла Европа и Северна Азия и обикновено е постоянна птица. Изключение са представителите на вида, живеещи в най-северните райони. Среща се и в България.

## Физически характеристики
Големият пъстър кълвач е на големина колкото кос. Има пъстро оперение. От горната страна тялото е черно със синкав блясък. Челото е белезникаво, а темето и тилът са яркочервени. Бузите, плещите и една тънка надлъжна ивица по шията са бели. Долната страна на тялото е сивобяла с охрен оттенък и червени надопашни пера. Крилата са черни с бели петна. Средните опашни пера са черни, а крайните три двойки – бели с черни ивици. Женската е без метален блясък и с черен тил. Младите екземпляри са по-тъмни от долната страна на тялото и напетнени по слабините и над опашката.

## Разпространение
В България големият пъстър кълвач е постоянна птица. Среща се в равнините и планините до горната граница на горите. Обитава широколистни, смесени и иглолистни гори, паркове и овощни градини.

## Начин на живот и хранене
Храни се с разнообразна храна – през пролетта и лятото с насекоми (корояди, бръмбари, гъсеници, сечковци и др.), които лови под кората на дърветата и по земята. Често прави дупки по кората на млади иглолистни дървета и пие сок. През есента и зимата приема повече растителна храна – сухи плодове, боровинки, семена на иглолистни дървета. Той откъсва шишарките, поставя ги в малки дупки по сухите дървета и със силни удари изважда семената. Така дневно един кълвач изважда семената на около 50 шишарки.

## Размножаване
Големият пъстър кълвач гнезди в хралупи, които издълбава сам. Гнездото е застлано с меката изгнила дървесина на дървото. Снася 4—8 бели яйца, които мъти 12—13 дни. Малките се хранят от родителите около 20 дни, след което напускат гнездото. Възрастните птици продължават да ги хранят още около три седмици.

## Допълнителни сведения
Полетът на големия пъстър кълвач, както и на другите видове кълвачи, е вълнообразен с последователни издигания и спускания.
Скрит между листата, кълвачът понякога трудно се забелязва. Присъствието му се издава от механичното барабанене на здравата му човка по стъблото или клоните на дървото. Тази своеобразна брачна мелодия, с която си служат както мъжкият, така и женският, се използва за привличане вниманието на противоположния пол. Разстоянието, от което може да се чуе, зависи от вятъра и от състоянието на дървото – сухият дънер произвежда много по-силен звук от този на суровото дърво.